# The Tree of Knowledge (film fra 1920)
The Tree of Knowledge er en amerikansk stumfilm fra 1920 af William C. deMille.

## Medvirkende
- Theodore Kosloff som Adam
- Yvonne Gardelle som Lilith
- Robert Warwick som Nigel Stanyon
- Kathlyn Williams som Belle
- Wanda Hawley som Monica
- Tom Forman som Brian
- Winter Hall som Siur Mostyn Hollingsworth
- Irving Cummings som Loftus Roupelle
- Loyola O'Connor som Mrs. Stanyon
- Clarence Geldart
- William H. Brown som Swedle